# Pożarzyce
Pożarzyce (niem. Poseritz) – wieś w Polsce położona w województwie dolnośląskim, w powiecie wrocławskim, w gminie Jordanów Śląski.

## Podział administracyjny
W latach 1975–1998 miejscowość administracyjnie należała do województwa wrocławskiego.

## Nazwa
Wieś wymieniona została w staropolskiej, zlatynizowanej formie Posarisce w łacińskim dokumencie wydanym w 1202 roku we Wrocławiu przez kancelarię biskupa wrocławskiego Cypriana.